# Elisabeth Dilthey
Elisabeth Juliane Dilthey, född Fischer 1812, död 1895, var en tysk entreprenör. 
Hon fick särskild betydelse för familjen och deras textilindustriföretag eftersom efter makens och svågern Wilhelm Diltheys tidiga död 1856 som huvudägare i det bolag som grundades av hennes svärfar fram till 1875, då sonen August övertog den övergripande ledningen. Under hennes ledning grundades fabriksarbetarnas hälso- och välfärdsfond 1862, även om företaget hade hamnat i allvarliga ekonomiska svårigheter 1864 på grund av utbrottet av det amerikanska inbördeskriget, vilket fick råbomullspriserna att skjuta i höjden till aldrig tidigare skådade nivåer. Familjeföretagets ytterligare ekonomiska uppgång berodde till stor del på henne. 